# إيثار متبادل عند البشر
الإيثار المتبادل عند البشر (بالإنجليزية: Reciprocal altruism in humans) يشير إلى سلوك فردي يقدم منفعة بشرط الحصول على منفعة مقابلة، وهو ما يعتمد على المفهوم الاقتصادي – "مكاسب التبادل". يشمل الإيثار المتبادل البشري السلوكيات التالية (على سبيل المثال لا الحصر): مساعدة المرضى والجرحى والآخرين عندما يكونون في أزمة؛ ومشاركة الطعام والأدوات والمعرفة.

## نظرة عامة
صاغ الفيلسوف الفرنسي أوغست كونت مصطلح "الإيثار" لأول مرة في القرن التاسع عشر، واشتق من الكلمة الفرنسية "altruisme". اعتقد كونت أن الإيثار مذهب أخلاقي، وهو نقيض الأنانية، مؤكداً على الأخلاق النبيلة المتمثلة في التضحية بالذات وإفادة الآخرين. يمتلك البشر دوافع أنانية وإيثارية على حد سواء، ويُستخدم الإيثار لكبح الغريزة الأنانية. يصف إيثار كونت طبيعة الإنسان وأهميته الأخلاقية، ولكنه يختلف تماماً عن الإيثار في علوم الأحياء. ففي علم الأحياء التطوري، الإيثار هو سلوك فردي يفيد لياقة فرد آخر ولكنه يقلل من لياقة الفرد نفسه في التجمع السكاني. نشأ مفهوم "الإيثار" في علم الأحياء من نقاش حول "مشكلة الإيثار" في الانتقاء الطبيعي. اقترح تشارلز داروين أن الحيوانات تتصرف بطرق تزيد من فرص بقائها وتكاثرها أثناء التنافس مع الآخرين. ومع ذلك، فإن السلوك الإيثاري – وهو فعل مساعدة الآخرين حتى لو كان مصحوباً بتكلفة شخصية – شائع في مملكة الحيوان، مثل خفاش مصاص الدماء والعديد من الرئيسيات. لذلك، اعتبر تشارلز داروين "مشكلة الإيثار" تحدياً مميتاً محتملاً لمفهومه عن الانتقاء الطبيعي. وفي "أصل الإنسان"، كتب داروين (1859):
ذلك الذي كان مستعداً للتضحية بحياته، كما فعل العديد من المتوحشين، بدلاً من خيانة رفاقه، غالباً ما لن يترك نسلاً يرث طبيعته النبيلة.
في عام 1964، وضع ويليام هاميلتون نموذجاً رياضياً وقدم نظريته – نظرية "انتقاء الأقارب" أو نظرية التلاؤم الشامل – التي تكشف أن جيناً إيثارياً تطور بالانتقاء الطبيعي. يمكن مشاركة هذا الجين فقط مع الأقارب، ويقلل من تلاؤم الأفراد أنفسهم ولكنه يعزز تلاؤم أقاربهم وذريتهم. بهذه الطريقة، يزيد هذا السلوك نسبة الجين الإيثاري في التجمع السكاني. تقدم قاعدة هاميلتون متباينة رياضية تنص على أن الجين الإيثاري ينتشر بالانتقاء الطبيعي فقط إذا كان الشرط التالي مستوفى: r B > C، حيث C هي التكلفة على الفرد الذي يقوم بالفعل الإيثاري، B هي الفائدة التي يحصل عليها المستفيدون من الفعل الإيثاري، r هي القرابة الجينية بين الفرد والمستفيدين.
توسع نظرية "انتقاء الأقارب" لهاميلتون تعريف داروين لـ "التلاؤم" وتواصل نفس الإطار الدارويني الذي يسمح بانتشار ليس فقط الجينات الأنانية ولكن أيضاً الجينات الإيثارية. ومع ذلك، لم تدعم نظرية هاميلتون تفسيراً مناسباً مع أفراد غير مرتبطين من أنواع أخرى. ولحل هذه المشكلة، طور روبرت تريفيرس النظرية الأصلية للإيثار المتبادل في محاولة لتفسير السلوكيات الإيثارية بين الكائنات الحية غير المرتبطة. فكرة الإيثار المتبادل بسيطة: قد يُنتخب السلوك الإيثاري فقط إذا أُعيدت المنفعة في المستقبل. ويشبه ذلك استراتيجية "واحدة بواحدة" من نظرية الألعاب.
نظرية الإيثار المتبادل في الإنسانية، استناداً إلى الخصائص البيولوجية للبشر والمجتمع الواقعي، تشرح الترابط والتعاون بين الناس، وكذلك عقلانيته. كما توضح الدوافع الأصلية والآليات الداخلية للتعاون البشري، كاشفة عن حتمية وأهمية اجتماعية تتراوح من الإيثار تجاه الأقارب إلى الإيثار تجاه غير الأقارب في التجمع السكاني البشري. ونتيجة لذلك، يمكن صقل التخمين العاطفي الذاتي للتعاون البشري ليصبح نظرية، وتصبح تدريجياً أحد التفسيرات الأكثر شيوعاً لمجموعة متنوعة من السلوكيات الاجتماعية. بالإضافة إلى ذلك، التعاون هو الأساس الأعمق لتكوين المجتمع البشري ووجوده. لذلك، فإن طرح الإيثار المتبادل يمثل بلا شك تقدماً نظرياً كبيراً في تاريخ الإدراك البشري.
يبدو أن الإيثار المتبادل البشري حقل مغناطيسي ضخم ينسج تخصصات مختلفة عن كثب. لقد جرى استكشاف جديد من قبل هذه التخصصات على مستويات مختلفة ومن نقاط مختلفة. بشكل عام، يقع جوهر الإيثار المتبادل البشري في اللغز: كيف يمكن التغلب على المصلحة الذاتية قصيرة المدى وتحقيق التعاون. في النهاية، يكشف أن الأفراد الإيثاريين أكثر قدرة على المنافسة من الأفراد الأنانيين، سواء في تحسين التلاؤم الشامل أو حل النزاعات. إن توافق وتكامل وجهات النظر النظرية المختلفة يضع الأساس للإيثار المتبادل البشري، ويساعد في استكشاف وجهات نظر بشرية مختلفة حول الإيثار المتبادل البشري. لقد كان النقاش حول الإيثار المتبادل البشري محور اهتمام علم الأحياء وعلم الاجتماع والاقتصاد والثقافة.

## وجهات النظر العلمية

### علم الأحياء
في عام 1902، نشر بيوتر كروبوتكين دراسته "المساعدة المتبادلة: عامل من عوامل التطور"، وقدم فيها آليات البقاء التي تعتمد على التعاون، مستنداً إلى أمثلة متنوعة من المجتمعات الحيوانية والبشرية. حاول كشف أن قانون التطور البيولوجي هو المساعدة المتبادلة وليس التنافس من أجل البقاء. فالمساعدة المتبادلة والتعاون هما مبدأ تطور جميع الأنواع البيولوجية بما في ذلك البشر، والمفاهيم التي أدت إلى تأثير عميق على التطور البيولوجي. طبق إدوارد أوسبورن ويلسون مصطلح "علم الأحياء الاجتماعي" في محاولة لشرح السلوك الاجتماعي للحشرات، وبالتالي استكشف الآلية التطورية للحيوانات الأخرى بما في ذلك البشر مثل السلوك الاجتماعي والإيثار. وزعم أن السلوك الإيثاري البشري، كأحد خصائص الطبيعة البشرية، هو نتيجة الوراثة الجينية.
في عام 1971، نشر تريفيرس أحد أهم المقالات البيولوجية في القرن العشرين - "تطور الإيثار المتبادل" وقدم مصطلح "الإيثار المتبادل" لشرح تطور التعاون. فكرة الإيثار المتبادل تكاد تكون مماثلة لانتقاء الأقارب، باستثناء التركيز على التبادل بدلاً من الحاجة إلى القرابة الجينية. وصفت الفكرة أنه يمكن انتقاء صفة أو سلوك إيثاري، لأن المستفيد سيعيد الفوائد على الأرجح إلى الفاعل الإيثاري. فإذا كانت المنفعة التكاثرية التي يتلقاها الفاعل الإيثاري في المقابل أكبر من التكلفة التي تكبدها في البداية من جراء العمل الإيثاري، فإن الأفراد الذين يشاركون في هذا النوع من الإيثار المتبادل سيتكاثرون أكثر من أولئك الذين لا يشاركون. لذلك، يمكن لصفة تبدو إيثارية أن تنتشر في التجمع السكاني. يمكن أن يتأخر التبادل طالما بقي الأفراد في التبادل، ولديهم، إذا جاز التعبير، ذاكرة طويلة الأمد كافية. وهذا يفسر العديد من سمات الحياة الاجتماعية البشرية، على سبيل المثال، نقوم بمعروف لشخص ما مع توقع أن هذا المعروف سيُتذكر، وسيؤدي إلى رد الجميل في المستقبل.
كما دعم تريفيرس الأساس للإيثار المتبادل، طبق أكسلرود وهاميلتون نظرية الألعاب لدراسة آلية الإيثار المتبادل، وحاولا الإجابة على السؤال الرئيسي: كيف ينتشر الإيثار عندما يكون الغش استراتيجية مربحة للجميع يستخدمها أفراد التجمع السكاني. في هذه الورقة، كشف أكسلرود وهاميلتون أن رد المساعدة من فرد آخر مستقر تطورياً طالما كان هناك ما يكفي من الإيثاريين في التجمع السكاني. كما يوضحان أن تجمعاً سكانياً من الإيثاريين يمكن أن يظهر في البداية من خلال التلاؤم الشامل، والمساعدة وتلقي المساعدة بين الأفراد المرتبطين جينياً. وتشير الأعمال اللاحقة إلى أن بضعة إيثاريين فقط مطلوبون في البداية لظهور التبادل في تجمع سكاني غير متجانس.
بعض علماء الأحياء التطورية، مثل ريتشارد دوكينز، يؤيدون تماماً عمل أكسلرود وهاميلتون في الانتقاء الفردي. عند وصف الجينات بأنها أنانية، يذكر دوكينز أن الكائنات الحية تتصرف بإيثار ضد مصالحها الفردية لمساعدة نسخ من أنفسها في أجسام أخرى على التكاثر. في الأساس، الإيثار المتبادل هو السلوك الفردي الكامن وراء الدوافع الأنانية. الطائر هو مثال رئيسي في سرد دوكينز: تلك الطيور الإيثارية التي تضحي بمصالحها الخاصة بالتكاثر المتأخر أو الأقل خلال الأوقات الصعبة لن تتمكن من نقل جيناتها الإيثارية إلى الأجيال المستقبلية، والتي سيهيمن عليها الجينات الأنانية من الطيور التي تستغل الوضع باستهلاك إمدادات الطعام الخاصة بالآخرين لتكاثر نسلها. ومع ذلك، عارض بعض الباحثين مثل كونراد لورنتس ودبليو. إدواردز بشدة الانتقاء الفردي. على النقيض من ذلك، قادوا حملة الانتقاء الجماعي.
دار النقاش حول ما إذا كانت الأفراد/الجينات أو المجموعات/الأنواع هي المستوى/الوحدة الأساسية للانتقاء منذ ستينيات القرن الماضي. الفكرة الرئيسية للانتقاء الجماعي هي أن الأفراد قد يضحون بمصالحهم التكاثرية الخاصة لصالح بقاء المجموعة التي ينتمون إليها. يبني دبليو. إدواردز هذه الحجة بشكل أساسي على سلوكيات الطيور المتعلقة بالولادة. ويشير إلى أن العديد من أنواع الطيور ذات الحضنات الصغيرة لديها فترات طويلة قبل الوصول إلى النضج التناسلي، ولديها مواسم تكاثر طويلة تتجاوز أحياناً سنة واحدة. كما يجادل مؤيدو الانتقاء الجماعي الآخرون بأن هذه السلوكيات يجب أن تكون اجتماعية وإيثارية، فمثلاً، عندما يكون إمداد الطعام وفيراً، تكون الحضنات أكبر مما هي عليه عندما يكون إمداد الطعام أكثر ندرة. وبالتالي يمكن للطيور تنظيم كثافتها السكانية تحت مستويات المجاعة من خلال الأعراف الاجتماعية. كل هذه الخصائص تتعارض مع فكرة أن التلاؤم تُعرّف بالكائنات الحية الفردية التي تحاول التكاثر بأنانية. ومع ذلك، سرعان ما أصبح واضحاً أن الانتقاء الجماعي كان يخسر المعركة. في عام 1966، نشر جورج ويليامز كتابه المؤثر "التكيف والانتقاء الطبيعي: نقد لبعض الأفكار التطورية الحالية". وبحلول نهاية الستينيات، ترسخت تفسيرات داروينية جديدة للتوليف الحديث وأصبحت معياراً شبه ذهبي بأن وحدة التحليل التطوري هي على مستوى الفرد والجين. ويمثل دوكينز، وهاميلتون، وتريفرز وجهة النظر السائدة للانتقاء الفردي.

### علم الاجتماع
يشير بعض الباحثين، مثل مايكل تايلور وأناتول رابوبورت وروبرت كيوهين وآرثر ستاين وهيلين ميلنر وكينيث أويي، إلى أن الإيثار المتبادل ينتشر على نطاق واسع في العلاقات الدولية والمجتمع البشري، وأن المعاملة بالمثل الدولية هي أساس المجتمع الدولي. تتصرف الدول بثقة بأن أفعالها التعاونية ستُرد على المدى الطويل بدلاً من السعي لتحقيق منفعة فورية، لذا يمكن اعتبار الإيثار المتبادل معايير مقبولة عموماً في العلاقات الدولية. على النطاق الشخصي، يعتقد بعض الباحثين أن الإيثار المتبادل ينبع من الشعور الذاتي للأفراد والامتثال للقواعد الاجتماعية. قدم سميث بديلاً مبنياً على فكرة التعاطف ويشير إلى أن السلوك الإيثاري هو نتاج قياس المكاسب والخسائر، مؤكداً أن الناس يسهل عليهم المقارنة مع الآخرين عند قياس المكاسب والخسائر. وبسبب هذا، فإن الإحساس الذاتي بالعدالة يؤثر على سلوك الإيثار لدى الناس. بالنسبة للبشر، يمكن القول إن المعايير الاجتماعية تقلل التباين والمنافسة على المستوى الفردي، وبالتالي تحول الانتقاء إلى مستوى المجموعة، لذا ينبغي أن يكون السلوك البشري متوافقاً مع المعايير الاجتماعية. السلوك الإيثاري هو نتيجة تعلم الأفراد لهذه المعايير الاجتماعية واستبطانها.

### علم الاقتصاد

#### النموذج الاقتصادي
يشمل النموذج الاقتصادي للإيثار المتبادل التبادل المباشر والتبادل غير المباشر. التبادل المباشر هو تبادل تعاوني فوري يعود بالنفع على الجميع. قدم روبرت تريفرز التبادل المباشر كآلية لتطور التعاون. عادة ما يكون التبادل المباشر واحداً مقابل واحد: أتحمل التكلفة اليوم لأفيدك، وتتحمل أنت التكلفة في وقت لاحق لتفيدني. لا يوجد تفاوض يذكر، والتبادل بسيط. استراتيجية "معضلة السجينين" هي التبادل المباشر الشائع.
تتطلب معضلة السجينين ما يلي:
إغراء الانشقاق (T = +5) > مكافأة التعاون المتبادل (R = +3) > أن تكون ساذجاً (S = -2)
وأن:
مكافأة التعاون المتبادل (R = +3) > (T+S)/2.
هناك منفعة فورية وواضحة من التبادل المباشر وحاجة قليلة نسبياً للثقة في المستقبل. الغش هو مسألة حرجة وقد يحدث في بعض الأحيان.

في سياق التبادل غير المباشر، يُختار لاعبين عشوائياً في تجمع سكاني، أحدهما مانح والآخر متلقٍ. يمكن لكل لاعب أن يلعب عدة مرات، ولكن لا يلعب أبداً مع نفس الشريك مرتين. وبالتالي، من المستحيل أن يُحاسب الغشاش من قبل الضحية. من الواضح أن استراتيجيات التحفيز يمكن أن تضمن توازن ناش. فإذا استخدم جميع اللاعبين هذه الاستراتيجيات، فلن يحيد أي لاعب عنها. في العديد من المواقف، يُفضل التعاون وحتى يفيد الفرد مسامحة الانشقاق، ولكن المجتمعات التعاونية غير مستقرة دائماً لأن المتحولين الذين يميلون إلى الانشقاق قد يفقدون أي توازن. بالإضافة إلى ذلك، يمثل التبادل غير المباشر شكلين: "التبادل التصاعدي" و"التبادل التنازلي". في وصف "التبادل المباشر وغير المباشر"، قدم ناواك وسيجموند تعريفات واضحة لـ "التبادل التصاعدي" و"التبادل التنازلي":
"يعتمد التبادل التصاعدي على تجربة إيجابية حديثة. قد يشعر الشخص الذي تلقى تبرعاً بالتحفيز للتبرع بدوره. الفرد ب، الذي تلقى للتو مساعدة من أ، يواصل مساعدة ج. أما "التبادل التنازلي" فهو مبني على السمعة. الفرد أ ساعد ب وبالتالي يتلقى مساعدة من ج. وقد أظهرت الدراسات الرياضية للتبادل غير المباشر أن الانتقاء الطبيعي يمكن أن يفضل الاستراتيجيات التي تساعد الآخرين بناءً على سمعتهم. التبادل التصاعدي أصعب في الفهم ولكنه يُلاحظ في التجارب الاقتصادية. في كلتا الحالتين، يمكن تفسير قرار المساعدة على أنه فعل امتنان خاطئ التوجيه. في إحدى الحالتين يُشكر المتلقون على ما فعله شخص آخر؛ وفي الحالة الأخرى يشكرهم شخص لم يستفد مما فعلوه". (ص 1292)

#### دالة المنفعة
دالة المنفعة هي مفهوم مهم في الاقتصاد يقيس التفضيلات لمجموعة من السلع والخدمات باستخدام الرياضيات. وبشكل عام، تمثل دالة المنفعة U (X, Y) تفضيلات المستهلك لسلع مختلفة إذا كان الشرط التالي مستوفياً:
U(B) > U(A) إذا وفقط إذا كان A مفضلاً على B.
يستخدم الاقتصاديون، مثل غاري بيكر، نظرية دالة المنفعة ويؤسسون فرضية نموذج الإيثار. يجادل بيكر بأن دالة منفعة المانح تشمل منفعة المتلقين المحتملين. وهذا يعني أن المانح سيتبرع بمورد إذا تجاوز الاستمتاع الوكيل بمشاهدة متعة الآخرين على الهامش إرضاء المانح من استهلاك المورد بنفسه. ويشير إلى أن جميع السلوكيات البشرية هي تعظيم لدوال منفعة مختلفة، ويحاول تأسيس جميع السلوكيات البشرية على أساس نظرية المنفعة المعممة مع قيود الموارد. كما يضع السلوك البشري غير العقلاني ضمن إطار هذا التحليل، مؤكداً أنه يمكن تعريف السلوك الإيثاري البشري بدالة المنفعة المعممة بشكل مناسب.

#### نظرية الألعاب
نظرية الألعاب، خاصة "معضلة السجينين"، قُدمت أصلاً بواسطة تريفرز لشرح آلية الإيثار المتبادل. وخلافاً للتلاؤم الشامل لهاميلتون، حيث يضمن انتقاء أليل إيثاري بمدى القرابة الجينية بين المانح والمتلقي، فإن التبادل ليس مضموناً، وفي الواقع، فإن الغش أو عدم التبادل مستقر تطورياً لأن الغشاشين يُكافئون تكاثرياً بشكل مضاعف. أي أنهم يتلقون فائدة من المساعدين، وفي الوقت نفسه، يتحمل المساعدون تكلفة للغشاشين، على الرغم من أن التكلفة أصغر من الفائدة.
العلاقة بين المانح والمتلقي في الإيثار المتبادل تشبه تماماً حالة معضلة السجينين. وفي سرد تريفرز، يمكن وصف معضلة السجينين بالمصفوفة الربحية التالية:
|    | A2   | C2   |
| A1 | R, R | S, T |
| C1 | T, S | P, P |

حيث A1 وA2 هما فعلا الإيثار للفردين وC1، C2 هما فعلا الغش، وحيث T تمثل إغراء الانشقاق، و R تمثل مكافأة التعاون المتبادل، وS تعني أن تكون ساذجاً.
ويجب أن تكون المتباينة التالية صحيحة للإيثار المتبادل:
S < P < R < T.
أصبحت معضلة السجينين المثال الكلاسيكي لفهم الإيثار المتبادل. وبجمع نظرية التطور البيولوجي مع نظرية الألعاب الكلاسيكية، شرح ماينارد سميث وجورج ر. برايس كيف يمكن للأفراد الأنانيين تحقيق التعاون وتطوير مفهوم التوازن الأساسي في التطور - الاستراتيجية المستقرة تطورياً (ESS). الاستراتيجية المستقرة تطورياً هي استراتيجية يتبناها التجمع السكاني في بيئة معينة. والاستراتيجية المستقرة تطورياً هي تحسين لتوازن ناش، وبمجرد تثبيتها في تجمع سكاني، يكون الانتقاء الطبيعي وحده كافياً لمنع الاستراتيجيات البديلة من الغزو بنجاح. وفي الوقت نفسه، فإن التعاون بين أكسلرود وهاميلتون مهم أيضاً لتطبيق نظرية الألعاب على القضايا التطورية. وتوضح ورقتهما وكتاب "التطور ونظرية الألعاب"، الذي كتبه جون ماينارد، أن عملية الانتقاء الطبيعي يمكن نمذجتها رياضياً باستخدام نظرية الألعاب. في جوهرها، ينطوي الانتقاء الطبيعي على التكاثر التفاضلي للجينات. أي أن السمات والخصائص المختلفة تُنتخب أو تُرفض بسبب الآثار المختلفة التي تحدثها على تكاثرها الجيني "الخاص". ويمكن تقريب عملية التكاثر التفاضلي، بغض النظر عن طبيعتها الأساسية بيولوجية أو فسيولوجية أو نفسية، بواسطة نظرية الألعاب. وتحتوي الاستراتيجيات المختلفة لنظرية الألعاب على وظائف احتمالية مضمنة تؤدي إلى فوزها أو خسارتها لعبة، على غرار انتقاء أو رفض الجينات.
تُسمى استراتيجية نظرية الألعاب التي نوقشت في ورقة أكسلرود وهاميلتون "المعاملة بالمثل" (Tit for Tat). تمثل استراتيجية "المعاملة بالمثل" أنه في لعبة متكررة، يبدأ اللاعب بعدم إبلاغ اللاعب الآخر أو يتعاون، ثم يرد نفس الإجراء الذي قام به اللاعب الآخر. أي أن اللاعب يتعاون إذا تعاون اللاعب الآخر وينشق إذا انشق اللاعب الآخر. وكتكتيك في نظرية الألعاب، تنطوي استراتيجية "المعاملة بالمثل" على نفس المفهوم الأساسي للإيثار المتبادل لتريفرز. وخلافاً لمنشور تريفرز الأصلي الذي يقدم تفسيرات ومثل مفاهيمية، فإن ورقة أكسلرود وهاميلتون تقدم براهين رياضية أكثر صرامة حول جدوى أو استقرار الإيثار المتبادل تطورياً.
أصبح الإيثار المتبادل منذ ذلك الحين أحد الأسس النظرية الرئيسية لعلم النفس التطوري ونظرية الألعاب، كما أصبحت لعبة معضلة السجينين المتكررة أدوات شائعة تستخدم لاستخلاص واختبار مفاهيم علم النفس التطوري. فالتعاملات الاجتماعية المشابهة في شكلها لاستراتيجية "المعاملة بالمثل" منتشرة في حياتنا اليومية. فعندما يقدم لك شخص معروفاً، تشعر أنك مدين لذلك الشخص. وإذا فشلت في رد المعروف، فمن المحتمل أن تشعر بالذنب وقد تحاول إيجاد طرق للتعويض المفرط لصديقك. وبشكل عام، عندما تقدم معروفاً لشخص آخر، فمن المحتمل أيضاً أن تتوقع شيئاً في المقابل. وعندما يفشل ذلك الشخص في رد المعروف، قد تشعر بالغش وقد تسعى للانتقام بعدم الكرم تجاه الشخص في المستقبل. ومن ناحية أخرى، عندما يقدم لك شخص هدية كبيرة لم تفعل شيئاً من أجلها، قد تشعر بعدم الارتياح وحتى الاستياء لأنك لا تريد أن تدين للشخص بديون. هذه السلوكيات والعواطف التي اختيرت بوضوح تتوافق مع استراتيجية "المعاملة بالمثل" في نظرية الألعاب والإيثار المتبادل.

### الثقافة
ذكر دي. إس. ويلسون وإي. أو. ويلسون أن سرعة ووظيفة "تطور الجينات" في المجتمع البشري أقل بكثير من "التطور الثقافي"، ولكن هذين العنصرين يتفاعلان، وبالتالي يحققان تطور الإيثار البشري. ولمزيد من توضيح هذه الآلية، اقترح دوكينز مفهوم "الميم" في كتابه "الجين الأناني". يشير "الميم" إلى "فكرة أو سلوك أو أسلوب ينتشر من شخص لآخر داخل ثقافة". ويُنظر إليه على أنه الوحدة الأساسية للثقافة التي يمكن نقلها من عقل إلى آخر. وسوزان بلاكمور هي إحدى الباحثات التي قدمت إسهامات في نظرية "الميم". أصرت بلاكمور على أن الميمات هي وسيلة انتشار الإيثار. فقد جرى نقل الإيثار عبر الميمات. فالميمات هي نسخ تطورية حقيقية مثل الوراثة وتخضع للتغير التطوري.